# Feđa Dizdarević
Feđa Dizdarević je bosanskohercegovački turbo-folk pjevač. Živi u Zagrebu.

## Biografija
Pjevanjem se bavi profesionalno od 1992. Snimio je dosad 12 studijskih albuma. Najpoznatiji je po pjesmama: „Samoća”(1998), „Skitnice”(1998), „Plavo oko”(2000), „Lance, okove”(2002), „Dugme, po dugme”(2004), „Podlo zaviri”(2005), „Ko budale obadva”(duet Sejo Kalač)(2007) i „Luda kola”(2010).

## Diskografija

### Albumi
- Dajte meni malo mira (1992)
- Selam Bosancima (1993)
- Kaiserštrase (1995)
- Samo je rekla idem (1997)
- Samoća (1998)
- Plavo oko (2000)
- Lance, okove (2002)
- Viski (2004)
- Podlo zaviri (2005)
- Koža na koži (2007)
- Luda kola (2010)
- Nina( 2025)

### Singlovi
- Dugme po dugme (2008) (singl)[2]
- Ti si mi sve (2016) singl duet sa Selmom Cavić[3]